# Gene Gutowski
Eugene (Gene) Witold Gutowski, pierwotnie Witold Bardach (ur. 26 lipca 1925 we Lwowie, zm. 10 maja 2016 w Warszawie) – polsko-amerykański producent filmowy.

## Życiorys

### Rodzina i dzieciństwo w Polsce

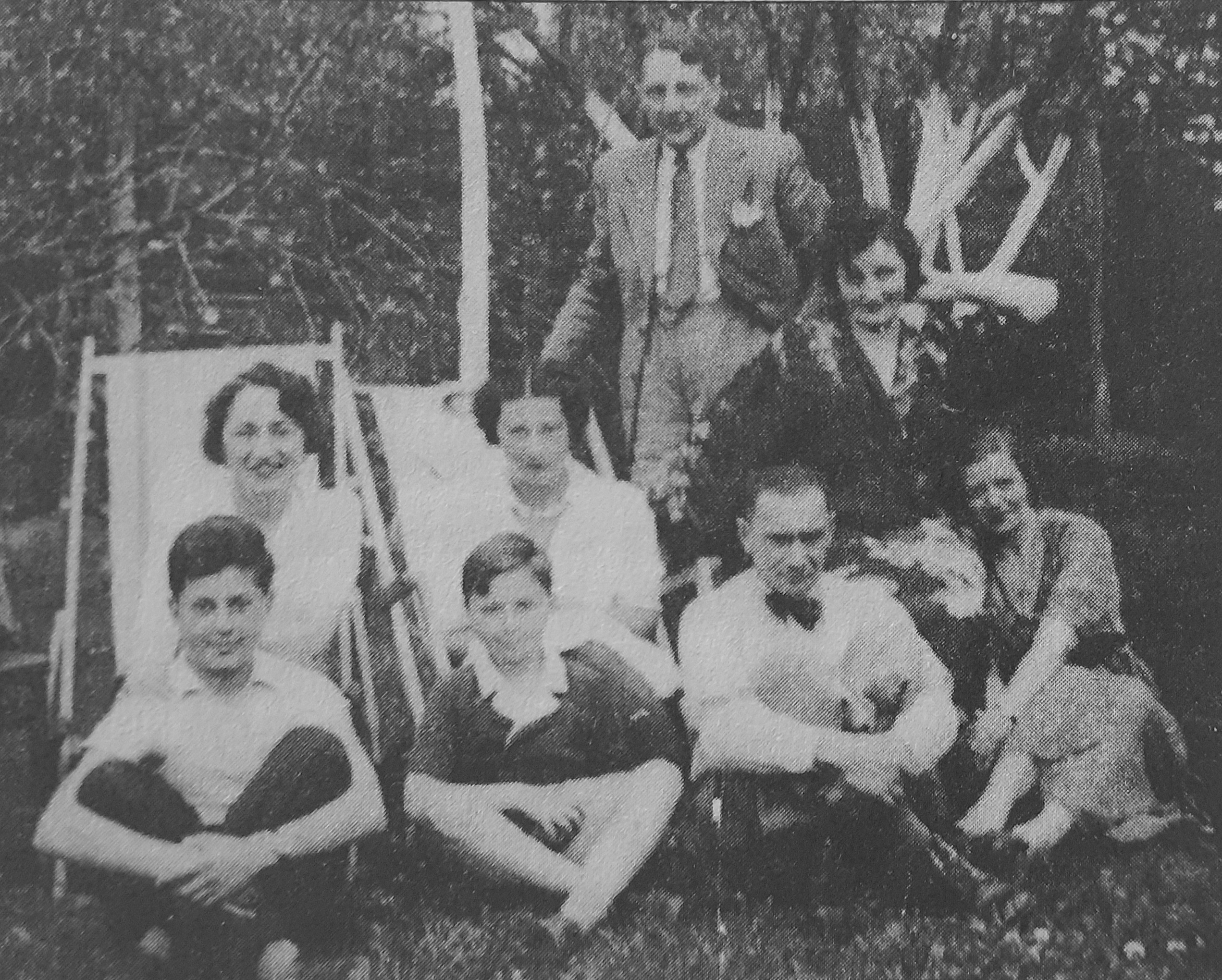
Rodzina Bardachów (Rawa Ruska 1938)

Witold Bardach urodził się 26 lipca 1925 we Lwowie jako syn dr. Juliusza Bardacha (ur. 1897 w Sanoku, prawnik, oficer Wojska Polskiego, w II RP adwokat) i Anny z domu Garfunkel (pianistka koncertowa, nauczycielka muzyki) oraz wnuk dr. Teofila Bardacha (lekarz, oficer Wojska Polskiego), a ze strony matki prawnuk jednego z pierwszych organizatorów związków zawodowych i senatora w parlamencie austriackim. Miał młodszego brata Romana (ur. 1930).
Wywodził się z rodziny żydowskiej osiadłej na ziemiach polskich w XVI wieku, której przedstawiciele zajmowali wysokie pozycje społeczne, a niektórzy z nich z biegiem czasu przeszli na katolicyzm. Familia Teofila Bardacha ze Lwowa nie uczęszczała do synagogi, była zasymilowana, w ich domu obchodzono święta katolickie w polskim wydaniu. Witold Bardach wychowywał się we Lwowie wśród Ukraińców, był karmiony przez mamkę tej narodowości (żona policjanta), mówił też w języku ukraińskim. Jego rodzina do 1939 posiadała duży dom we Lwowie. W młodości Witold był oddanym harcerzem i ministrantem. Przez matkę został nauczony języka niemieckiego i angielskiego. W 1933 wraz z rodzicami przeniósł się do Rawy Ruskiej, gdzie jego ojciec objął praktykę adwokacką po szwagrze Beckerze (mąż Julii z domu Garfunkel; Bardachowie przejęli też wychowanie nad ich synami Stanisławem i Jerzym). Tam Bardachowie zamieszkiwali w największym prywatnym budynku w mieście.

### II wojna światowa
Po wybuchu II wojny światowej w 1939 w trakcie kampanii wrześniowej wraz z rodziną opuścił mieszkanie w Rawie przenosząc się w bezpieczne miejsce. Wkrótce potem w ich domu Niemcy utworzyli więzienie, zaś po oddaniu terytorium na rzecz ZSRR, sowieci ustanowili w budynku drukarnię, w konsekwencji czego budynek został zniszczony i obrabowany. Po opuszczeniu Rawy rodzina Bardachów ewakuowała się do Lwowa, skąd postanowili udać się do Rumunii. Około 10 km przed celem zarekwirowano im auto marki Citroën, zaś gdy dotarli do granicy, była ona już zamknięta przez sowietów, wobec czego zostali zmuszeni wyruszyć z powrotem do Lwowa. Wobec agresji ZSRR na Polskę z 17 września 1939 czasowo schronili się u znajomych na wsi, po czym zdołali wrócić do Lwowa. Tam cała rodzina zamieszkała w domach obojga dziadków. Matka Witolda podjęła następnie pracę w charakterze profesora w lwowskim konserwatorium, udzielając lekcji gry na fortepianie, zaś ojciec założył spółdzielnię prowadzącą dezynfekcję aparatów telefonicznych.
Pod okupacją sowiecką we Lwowie Witold Bardach podjął naukę w gimnazjum, w trakcie której uczestniczył w 3-tygodniowej wycieczce do Kijowa, Moskwy i Leningradu. W połowie 1940 zrezygnował z tej edukacji i na podstawie sfałszowanych dokumentów (mając faktycznie 14 lat wyrobił sobie nowe, imitujące wiek 17 lat), został przyjęty do Instytutu Sztuk Plastycznych, zaś po wyproszeniu skierowano go od razu na wydział rzeźby (kierowanej przez prof. Mariana Wnuka) z pominięciem nauki przewidzianej na pierwszym roku. Już wtedy utrzymywał się samodzielnie wykonując prace plastyczne, w tym portrety Lenina. Po ataku Niemiec na ZSRR z 22 czerwca 1941, wkroczeniu Niemców do Lwowa i nastaniu okupacji niemieckiej sytuacja rodziny Bardachów diametralnie się zmieniła z powodu ich żydowskich korzeni. Zostali objęci obowiązkiem noszenia na ramieniu opaski z Gwiazdą Dawida. Pomimo tego on sam, polegając też na swoim aryjskim wyglądzie, śmiało i butnie zachowywał się w sposób przystający do okupantów. Na co dzień zajmował się zbytem majątku rodzinnego w celu późniejszych zakupów artykułów żywnościowych. Początkowo zamieszkiwał w mieszkaniu swojego dziadka Teofila, wkrótce zmuszonego do opuszczenia domu. Po wysiedleniu z rodzinnego domu w centrum Lwowa zamieszkał wraz z rodzicami i bratem w mieszkaniu położonym na obrzeżu miasta, zajmując lokal wraz z inną rodziną. Podjął pracę w fabryce wyrobów skórzanych, nadzorowanej przez SS, skąd został usunięty z równoczesnym wpisem na listę przeznaczonych do transportu do obozu, co miało zostać zrealizowane w najbliższym czasie. Następnie prowadził akcję podrabiania fałszywych dokumentów tożsamości dla swoich krewnych przy pomocy danych uzyskiwanych w parafiach.
Pod okupacją niemiecką jego ojciec nadal zajmował się pracą w spółdzielni, a matka wraz ze szwagierką Zofią prowadziła wytwórnię ciastek. Wobec prowadzenia przez okupantów akcji ujęcia Żydów z ulicy miasta i wywożenia ich do obozu zagłady Bardachowie przenieśli się do kryjówki w komórce nad garażem przy kwaterze gestapo, gdzie przebywali przez wiele dni, a Witold dostarczał tam bliskim środki żywnościowe. Potem Bardachowie przenieśli się do rzekomo bezpieczniejszego schronienia, skąd zostali usunięci i wywiezieni ciężarówkami do obozu. W konsekwencji prowadzonego holokaustu jego rodzice i cała rodzina (zarówno dziadkowie Bardachowie ze strony ojca, jak i dziadkowie Garfunkelowie ze strony matki) zostali aresztowani i ponieśli śmierć w obozie zagłady w Bełżcu. Jako pierwsza została aresztowana Anna Bardach (wraz z Zofią), po czym wywieziona do obozu w Bełżcu i tam zamordowana. Pozostali członkowie rodziny podjęli wtedy decyzję o ucieczce. Witold załatwił sobie i bliskim fałszywe dokumenty. On sam postanowił wyjechać do Warszawy, zaś ojciec Juliusz, brat Roman i stryj Bronisław planowali udać się na Węgry. Wkrótce potem ojciec został aresztowany wraz z oficerami wojskowymi mającymi ten sam zamiar. W późniejszym czasie osamotnieni stryj Bronisław i 13-letni brat Roman, wobec likwidacji lwowskiego getta zażyli truciznę popełniając samobójstwo.

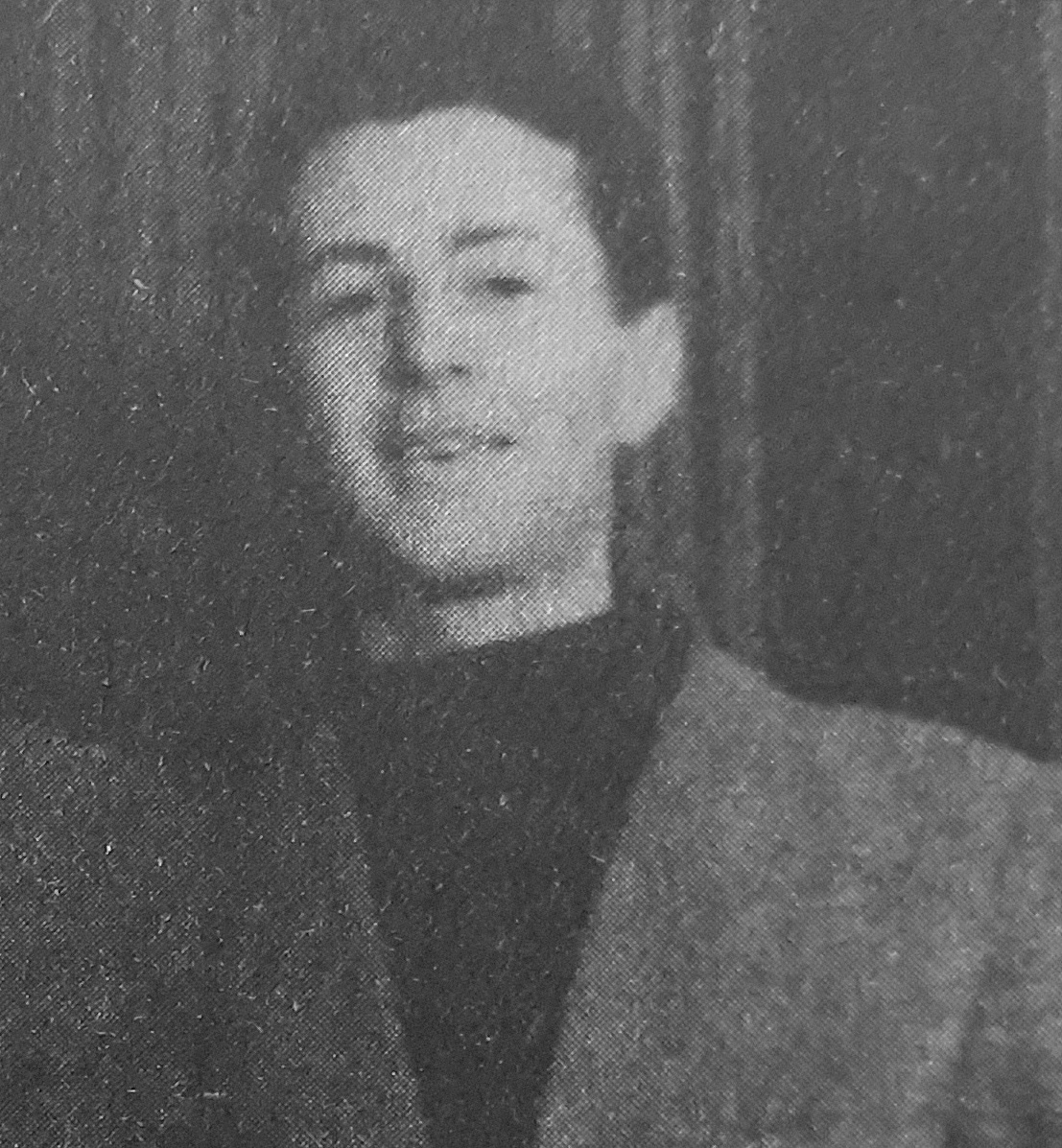
Gene Gutowski (Warszawa 1942)

Podczas oczekiwania na odjazd do stolicy na dworcu lwowskim Witold został aresztowany przez rozpoznającego go ukraińskiego policjanta, po czym wraz z tysiącami Żydów trafił do obozu koncentracyjnego przy ulicy Janowskiej, gdzie prowadzono selekcję. Dysponując fałszywymi dokumentami spreparowanymi dla 18-letniego volksdeutscha wywarł wrażenie na SS-mannie i pełnił rolę jego tłumacza oraz był zmuszony uczestniczyć w egzekucji Żydów, zaś ostatecznie został zwolniony z obozu. Natychmiast udał się do Warszawy, dokąd przybył w sierpniu 1942 pod przybranym nazwiskiem. Tam początkowo zatrzymał się u kuzyna Jerzego przy ulicy Wspólnej. Uzyskał też pomoc od swojej ciotki Stanisławy (vel Anastazja Suszyńska, łączniczki gen. Stefana „Grota” Roweckiego, dowódcy Armii Krajowej), za sprawą której trafił do mieszkania przy placu Trzech Krzyży. Przez pewien czas ukrywał w swoim mieszkaniu zbiegłego z transportu do obozu kuzyna Jerzego, któremu wręczył dokumenty na nazwisko Kowalski. Pracował w mleczarni, potem w zakładzie fotograficznym, a następnie w niemieckiej fabryce Junkers na lotnisku Okęcie, zaś zamieszkał przy alei Adama Mickiewicza na Żoliborzu, potem przy alei Krakowskiej w okolicy swojej pracy. W trakcie pracy, współpracując z niemieckim żołnierzem, wykradał nadajniki radiowe Luftwaffe i przekazywał je do struktur AK za opłatą. W międzyczasie był tymczasowo aresztowany w związku z kradzieżą cudzej wypłaty. Po wykryciu przez Niemców kradzieży sprzętu radiowego w fabryce Junkers i wobec zagrożenia aresztowaniem Gutowski w trybie natychmiastowym zniknął z pracy, po czym opuścił swoje miejsca pobytu (mieszkanie oraz najmowany lokal), po czym ukrywał się u rodziny R., swojej sympatii.
Otrzymawszy od AK nowe dokumenty tożsamości w 1943 zdecydował się na opuszczenie Warszawy, znajdując ogłoszenie o pracy na rzecz Organizacji Todt w łotewskiej Rydze. Został zatrudniony w warszawskiej firmie budowlanej Metzger i S-ka, zaś po wyjeździe polskiego szefostwa objął funkcję jej kierownika mając wtedy 17 lat i sprawował to stanowisko przez okres 1,5 roku. W tym okresie, w połowie 1944 jego jednostka OT została przeniesiona do innej miejscowości, a następnie do portu w Windawie. Dysponujący pozycją służbową Gutowski w lipcu 1944 miał sposobność odwiedzenia Warszawy. Pod koniec zimy 1945 został przeniesiony wraz z jednostką do nadmorskiej Lipawy.
U kresu wojny, wiosną 1945 wraz z pozostałymi pracownikami firmy Metzger i S-ka został ewakuowany z Lipawy, po czym przepłynął statkiem do Szczecina i dalej koleją dotarł do austriackiego miasta Knittelfeld. Wraz ze współpracownikami zostali ulokowani w pobliskim Judenburgu, gdzie mieli pracować przy wycince drzew i budowie rowów przeciwczołgowych. On sam nie był już wtedy szefem swojej grupy i pracował fizycznie w jej szeregach. Wobec widocznego zbliżania się rosyjskich oddziałów postanowił uciekać wraz z innymi uchodźcami przez tereny górskie, po czym 8 maja 1945 przekroczył most na rzece Enns, na drugiej stronie którego stacjonowały siły amerykańskie.

### Okres powojenny w Europie (1945-1947)

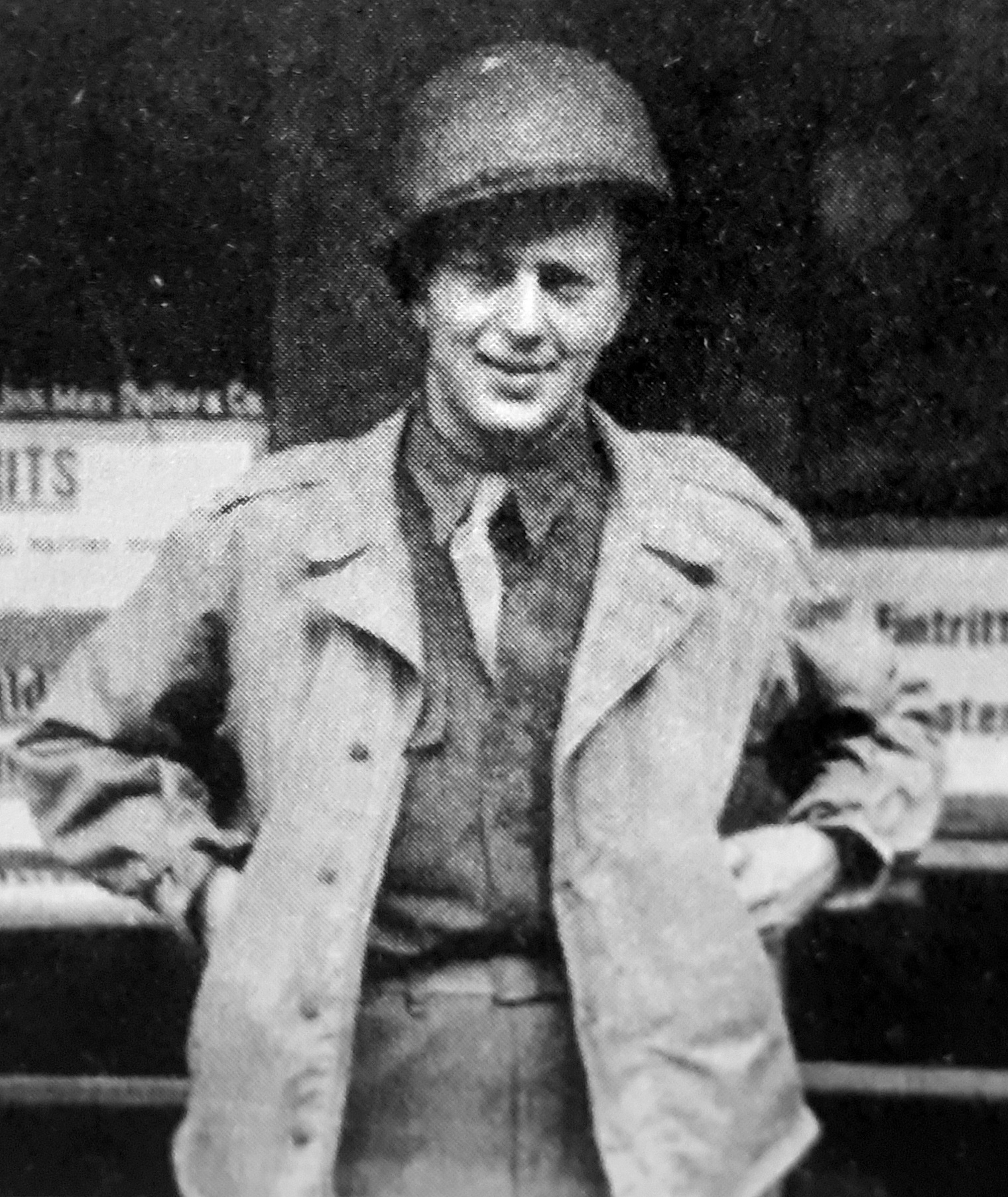
Gene Gutowski na służbie w CIC (Landsberg 1946)

Do tego czasu podczas wojny żył pod przybraną tożsamością Eugeniusz Gutowski, zaś alianci w kontakcie z nim skrócili wówczas jego oficjalny zapis imienia w angielskiej formie Eugene, nazywając go „Gene” i przy takiej formie pozostał już do końca życia. Doceniając jego znajomość języków niemieckiego, rosyjskiego i angielskiego Amerykanie natychmiast zaproponowali mu funkcję tłumacza. Został skierowany do kwatery głównej kontrwywiadu (Counter Intelligence Corps) XX Korpusu 3 Armii gen. George’a Pattona, ulokowanej w Gmunden, gdzie miał pracować jako tłumacz dla agentów zajmujących się zatrzymanymi nazistami w ramach prowadzonej denazyfikacji. Z czasem, dysponując nie tylko znajomością języków, ale też wiedzą i doświadczeniem dotyczącym struktur służb III Rzeszy, został agentem CIC i podjął prowadzenie operacyjnej działalności wywiadowczej. Dokonywał zatrzymań byłych funkcjonariuszy nazistowskich i prowadził ich przesłuchania. Wraz z jednostką został przeniesiony do bawarskiego Landsbergu, a po restrukturyzacji amerykańskich służb kontrwywiadowczych został funkcjonariuszem oddziału terenowego w Starnberg, działającego w ramach biura podregionalnego z Garmisch i szerzej podległego IV Regionowi oraz sztabowi 970 Oddziału w Monachium. Po ukończeniu kursu w Szkole Wywiadu w Oberammergau został agentem specjalnym (Special Agent). Poza służbą operacyjną nadzorował też obozy dla uchodźców, np. w Deldafing. Służył w stopniu sierżanta i nosił – tak jak wszyscy funkcjonariusze na służbie CIC – mundur oficerski bez dystynkcji. Łącznie służył dla CIC od maja 1945 do kwietnia 1947. Pod koniec tego okresu próbował zdobyć samochód w drodze wymiany, został tymczasowo aresztowany, potem zwolniony. Wobec narastających podejrzeń co do jego osoby postanowił odejść ze służby.
Jeszcze około 1946 za sprawą por. Raya Fullera (brat Samuela Fullera) poznał pochodzącą ze stanu Wirginia starszą od siebie o 9 lat Amerykankę Zillah (Zill). W 1947 uroczyście poślubił ją w ewangelicko-luterańskim kościele św. Łukasza w Monachium. Oboje postanowili wyjechać do Stanów Zjednoczonych i wkrótce po ślubie opuścili Europę.

### Działalność filmowa i inne przedsięwzięcia
Z francuskiego portu Cherbourg-Octeville Gene Gutowski z żoną Zillah wyruszyli w rejs statkiem SS America II i 26 kwietnia 1947 przybyli do USA. Początkowo oboje przebywali u jej rodziny w Wirginii, a wkrótce potem zamieszkali w Nowym Jorku. Jego żona podjęła pracę w dyrekcji Banku Światowego, a on sam zajmował się projektowaniem mody dla przedsiębiorstwa odzieżowego Lane Bryant, następnie dla Montgomery Ward, po czym pracował samodzielnie w tej branży. W kwietniu 1949 otrzymał amerykańskie obywatelstwo. Z żoną Zillah miał synów: Andrew (architekt, właściciel firmy deweloperskiej w Wirginii) i Alexa (kapitan jachtów w Monako). Ich małżeństwo zakończyło się rozwodem (Zillah zamieszkiwała w Culpeper, zmarła za jego życia).
Z biegiem czasu poczuł się znużony pracą przy projektowaniu mody. Za sprawą Jamesa Clavella, współproducenta filmu Sodoma i Gomora, wykonał kostiumy do tego dzieła i postanowił zostać producentem filmowym. Wraz z Edem Montaigne’m i scenarzystą Phillem Reismanem założył spółkę. Produkował wymyślony przez drugiego z nich serial szpiegowski I Spy (realizowany od 1955) w ramach nowojorskiego studia Biltmore Productions (pierwsze trzy odcinki pilotowe reżyserował Montaigne, a potem obowiązki przejął William Berke). Wraz z W. Berkem działał następnie przy filmie Four Boys and a Gun (1957), a potem przy kręconym w Nassau musicalu Island Women, do którego napisał scenariusz pod pseudonimem Andrew Alexander, ułożonym od imion swoich synów. Pracował też przy filmie opowiadającym o zamachu na Adolfa Hitlera z 20 lipca 1944. Prowadził negocjacje w sprawie zakupu polsko-niemieckiego filmu pt. Ósmy dzień tygodnia (1958), według opowiadania Marka Hłaski w reżyserii Aleksandra Forda, wstrzymanego od dystrybucji w PRL. W USA zorganizował sporo prezentacji z tym filmem, lecz nie odniósł on sukcesu.
W 1960 przybył do Londynu celem podjęcia produkcji serialu o Sherlocku Holmesie. Czasowo mieszkał też w Juan-les-Pins na francuskiej Riwierze. W Londynie współdziałał z Hanną Weinstein, właścicielką wytwórni filmowej w Walton-on-Thames, zajmując się przygotowywaniem scenariuszy. Pracował przy kręconym w Irlandii filmie Sherlock Holmes and the Deadly Necklace (1962). Namówiwszy w Berlinie producenta filmowego Artura Braunera do założenia w Anglii spółki CCC Film London najpierw pracował z nim przy filmie Donovan’s Brain. Następnie był pomysłodawcą filmu pt. Station Six-Sahara (1962) i zajmował się jego produkcją. Posiadał prawa do książki The Passion Flower Hotel (autor Rosalind Erskine) i mimo lukratywnych ofert odmówił ich zbycia na rzecz reżyserów Stanleya Kubricka oraz Mike’a Nicholsa, zaś finalnie w latach 60. sam nie zrealizował filmu na kanwie tego dzieła, jako że treść była uznawana za skandalizującą (w 1978 ostatecznie powstał film pt. Passion Flower Hotel wyprodukowany przez Artura Braunera). Mimo jego planów nie doszło także do nakręcenia filmu na podstawie książki pt. The Feathers of Death autorstwa Simona Ravena, opowiadającej o homoseksualnym związku żołnierzy.
Obok pracy filmowej zajmował się także rzeźbiarstwem. W trakcie swojej działalności utrzymywał znajomości i przyjaźnie z ludźmi kina oraz kultury, m.in. z Markiem Hłasko, Benjaminem Fiszem. 15 marca 1963 poślubił angielską modelkę Judy. Wkrótce po ślubie ciężko zachorował na ostre zapalenie wątroby, a ponadto dotknął go kryzys finansowy.
W 1964 zaprosił do Londynu reżysera Romana Polańskiego (także polskiego Żyda, który przeżył Holokaust) i obaj rozpoczęli współpracę. W przeciągu trzech lat Gutowski wyprodukował kultowe filmy Polańskiego: Wstręt (1965), Matnia (1966), Nieustraszeni pogromcy wampirów (1967). W Londynie obaj założyli firmę produkcyjną, początkowo funkcjonującą pod nazwą Gupol, a potem przemianowaną na Cadre Films. Podpisali też kontrakt z amerykańską wytwórnią Paramount Pictures z Hollywood na kilka filmów i przenieśli się w to miejsce. Był nieformalnym współpracownikiem przy kręceniu filmu Polańskiego pt. Dziecko Rosemary (1968). W tym czasie planował realizację filmu o narciarzach alpejskich pt. Zjazdowiec i pracował nad scenariuszem wraz z Jamesem Salterem, aczkolwiek ostatecznie film nakręcił Michael Ritchie pt. Szaleńczy zjazd (1969, główna rola Roberta Redforda). 20 stycznia 1968 w londyńskiej Chelsea był świadkiem i drużbą Polańskiego na jego ślubie z aktorką i modelką Sharon Tate. Po filmie Dziecko Rosemary wraz z Polańskim planowali nakręcić film biograficzny opowiadający o życiu skrzypka Niccolò Paganiniego, jednak mimo napisania scenariusza przez Ennio De Conciniego do realizacji nie doszło. Podobnie nie doszło do finalizacji westernu pt. Daisy and Maisy według przetłumaczonego scenariusza Gérarda Bracha oraz filmu pt. Donner Pass według pracy Ivana Moffata.
Pod koniec lat 60. stworzył film Przygody Gerarda (reżyseria: Jerzy Skolimowski). Od 1969 wraz z Polańskim odsprzedali prawa do powieści Niebieska gitara (Blue Guitar) i mieli zostać koproducentami ekranizacji, reżyserowanej przez Rogera Vadima z rolami głównymi Jane i Petera Fondów, ostatecznie niezrealizowanej. Wraz z Polańskim był producentem filmu Dzień na plaży (A Day at the Beach, 1970) w reżyserii Simona Hesery. Po zamordowaniu ciężarnej żony Polańskiego w sierpniu 1969 Gutowski wspierał swojego przyjaciela w ciężkich chwilach. Polański i Hesera zostali ojcami chrzestnymi syna Gene’a i Judy, Adama Bardacha (ur. 1970). Następnie był producentem filmu pt. Romans koniokrada (Romance of a Horsethief) z 1971, opartego na kanwie książki polskiego Żyda Józefa Opatowskiego (ojciec aktora Davida Opatoshu). Nakłoniony przez swojego przyjaciela, pisarza Jerzego Kosińskiego nabył prawa do jego powieści Wystarczy być, jednak wskutek działań pozakulisowych nie został producentem ekranizacji (film powstał pod tym samym tytułem w 1979, wyprodukowany przez Andrew Braunsberga). Poza tym wyjątkiem, z powodu nieuczciwych stosunków w świecie produkcji filmowych nie angażował się w już w tej dziedzinie.
W 1971 poznał Saudyjczyka Adnana Khashoggiego, zamieszkującego koło Bejrutu w Libanie. Za jego sprawą miał pracować przy ekranizacji biografii Mahometa, ostatecznie zrealizowanej przez innych ludzi. Za sugestią Gutowskiego prowadzona przez trzech braci Chaszukdżich firma Triad wykupiła 50% udziałów paryskiego domu mody Kenzo, a on sam bezskutecznie usiłował dokonać jej rozbudowy. Od zimy 1973 przebywał w Korei Południowej, gdzie prowadził rozmowy skutkujące zaangażowaniem tamtejszych firm w inwestycje w Arabii Saudyjskiej. Z czasem został doradcą Khashoggiego zarówno w sferze prywatnej, jak i biznesowej. Przez około 15 lat działalności przy Saudyjczyku odbywał wiele podróży do wielu miejsc na świece. Utworzył konsorcjum mające budować w Stanach Zjednoczonych rafinerie ropy naftowej, dostarczanej z Arabii Saudyjskiej. Wskutek wybuchu wojny arabsko-izraelskiej plany nie zostały zrealizowane.
Na początku lat 70. pozostawiony przez żonę Judy zajmował się wychowaniem ich syna Adama. Latem 1975 we francuskim Castellaras poznał, a krótko później poślubił 23-letnią Brytyjkę Corinnę Liddell, córkę Petera Liddella. Odwiedziwszy po raz kolejny od ćwierćwiecza wyspę św. Tomasza na obszarze Wysp Dziewiczych około 1977 nabył tam dom, a z czasem zyskał na miejscu wysoką pozycję towarzyską. Po ośmiu latach jego małżeństwo z Corinną zakończyło się rozwodem w 1983. Wkrótce potem związał się z młodą Amerykanką Jane. Przez pewien czas był biznesowym partnerem Flavio Briatorego, wraz z którym na Wyspach Dziewiczych prowadził sklepy firmy Benetton. Na początku lat 80. pracował nad zleconą przez wytwórnię Metro-Goldwyn-Mayer ekranizacją filmu pt. Warszawski łącznik, opowiadającym o rosyjskiej mafii, której realizacja ostatecznie nie doszła do skutku. Pod koniec lat 80. sprzedał swój dom wyspie św. Tomasza na rzecz Madeleine Porsche.
W latach 70. odnowił kontakty z Polską, gdy za sprawą Macieja Szczepańskiego został zaangażowany do pośrednictwa z Arabią Saudyjską w sprawie udzielenia z tego kraju pożyczki 1 miliarda dolarów dla PRL. W 1989 zaangażował się w próbę renowacji gmachu Hotelu Europejskiego w Warszawie, zakończonej niepowodzeniem. Po rozejściu z Jane od 1989 był związany z Polką Dorotą z domu Puzio, polska aktorką, aż do rozwodu w 1994. W tym okresie przebywał w Polsce i był producentem wystawionej w Teatrze Studio sztuki Śmierć i dziewczyna w reżyserii Jerzego Skolimowskiego z 1993 (potem w 1994 zekranizowanej przez Romana Polańskiego w filmie pod tym samym tytułem). W 1995 ponownie zamieszkał w Kalifornii, następnie w Anglii, a po czterech latach znowu przybył do Polski. Na początku XXI wieku był związany z Joanną.

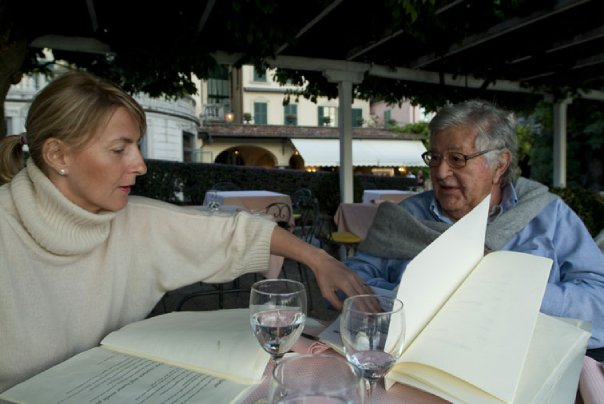
Gene Gutowski (2010)

Latem 1999 za sprawą Iana Burlinghama Gutowski i Polański otrzymali do przeczytania angielski przekład autobiografii Władysława Szpilmana, kompozytora, który dzięki życzliwym mu ludziom przetrwał inwazję niemiecką na Polskę, pobyt w getcie warszawskim oraz zniszczenie stolicy Polski w wyniku powstania warszawskiego. Gene Gutowski był gorącym orędownikiem ekranizacji tychże losów i planując reżyserię Polańskiego nad będącym dopiero w sferze marzeń filmem, spotykał się już w tej sprawie z głównym bohaterem opowieści. Został koproducentem adaptacji filmowej pt. Pianista z 2002. Dzieło był wielokrotnie nagradzane, a on sam osobiście uczestniczył i odbierał statuetki. Praca nad tym filmem była swego rodzaju zwieńczeniem współpracy filmowej Gutowskiego i Polańskiego po ponad 40 latach od jej podjęcia.
Wystąpił w wyemitowanym 25 kwietnia 2004 na antenie telewizji Polsat 34. odcinku programu Kuba Wojewódzki. Także w 2004 nakładem Wydawnictwa Literackiego z Krakowa ukazała się autobiografia Gene’a Gutowskiego, zatytułowana Od Holocaustu do Hollywood. W szczegółowym życiorysie autor opisał swoje przeżycia wojenne oraz późniejsze dotyczące świata filmu i biznesu, a także związki i romanse z kobietami, którymi fascynował się od najmłodszych lat dziecięcych. Sam bywał określany mianem playboya. W swoim życiu wyznawał maksymę „najpierw miłość, potem posiłek”. Według informacji z 2008 był przedstawicielem firmy, która doradzała polskiej firmie zbrojeniowej Bumar. W 2014 premierę miał film dokumentalny pt. Dancing Before the Enemy: How a Teenage Boy Fooled the Nazis and Lived (pol. Mój tata Gene Gutowski), opowiadający o życiu Gene’a Gutowskiego, wyreżyserowany przez jego syna Adama Bardacha.

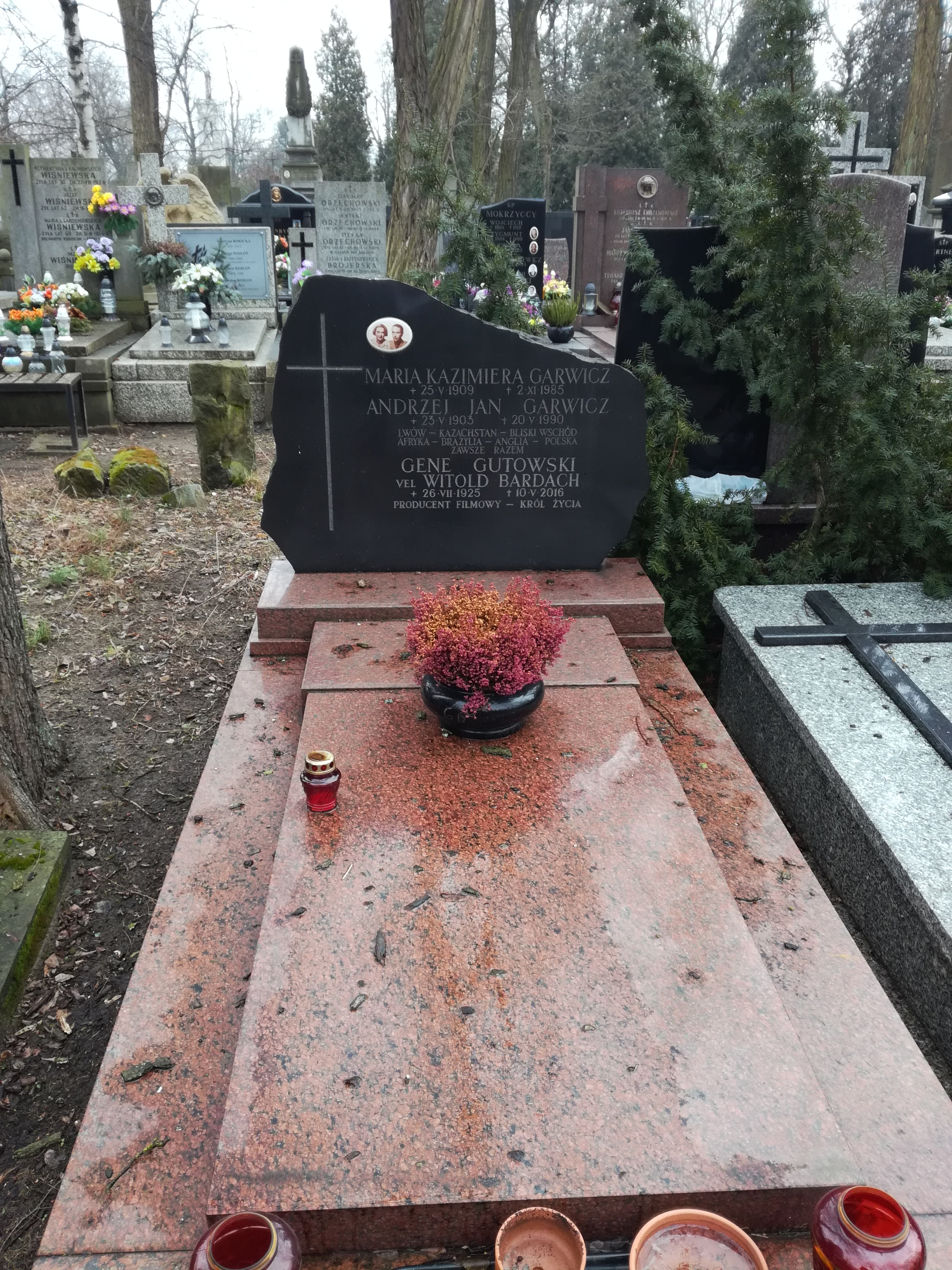
Grób Gene’a Gutowskiego na cmentarzu Bródnowskim

Zmarł 10 maja 2016 w Warszawie. Został pochowany na tamtejszym cmentarzu Bródnowskim (kwatera 13A-6-11).

## Filmografia
Produkcja
- od 1955: I Spy (serial telewizyjny)
- 1957: Four Boys and a Gun
- 1965: Wstręt – film w reżyserii Romana Polańskiego
- 1966: Matnia – film w reżyserii Romana Polańskiego
- 1967: Nieustraszeni pogromcy wampirów – film w reżyserii Romana Polańskiego
- 1969: Przygody Gerarda (The Adventures of Gerard) – film Jerzego Skolimowskiego
- 1970: Dzień na plaży (A Day at the Beach) – film w reżyserii Simona Hesery na podstawie scenariusza Romana Polańskiego
- 1971: Romans koniokrada (Romance of a Horsethief) – film w reżyserii Abrahama Polonskiego
- 1992: Śmierć i dziewczyna – sztuka teatralna w reżyserii Jerzego Skolimowskiego wystawiona w Teatrze Studio
- 2002: Pianista – koproducent
- 2007: Doubt: A Parable – sztuka teatralna wystawiona w Teatrze „Polonia”

Scenariusz
- 1958: Island Women
- 1969: Przygody Gerarda (The Adventures of Gerard) – film Jerzego Skolimowskiego